# 尾崎酒造
尾崎酒造株式会社（おざきしゅぞう）は、青森県西津軽郡鯵ヶ沢町の清酒製造・販売を行う酒蔵。

## 概要
1860年（萬延元年）創業。1953年（昭和28年）3月会社設立した青森県西海岸唯一の酒蔵である。もともと若狭小浜の人で北前船の船乗りだった初代が鯵ヶ沢に移住したのが尾崎商店の始まりだという。七代目のころから海産物問屋を始めたが、万延元年に酒造業の株を譲り受けて酒造業を始めた。
一般的に酒造所は竿で酒槽を攪拌する都合上天井を高く造ることが多いが、尾崎酒造では問屋時代の倉庫を転用しているため天井が低い。
創業地は、津軽藩の藩米の積出港としてコメが集積し栄えた地であった。世界自然遺産・白神山地の湧き水である超軟水を仕込み水として用いている。特徴は「魚介類に合うスッキリした辛口」と社長は語る。

## 主な商品
- 「安東水軍[5][2]」（純米酒）
- 「岩木川[6]」（純米酒）
- 「神の座[7][2]」（吟醸酒）
- 「ブナの白神[8]」（吟醸酒）
- 「白神のしずく[9][2]」（大吟醸酒）
- 「Dラベル」（純米吟醸）。甘口でアルコール低め[1]。

### 安東水軍
- 安東水軍（あんどうすいぐん）
  - 13代目が初めて純米酒の醸造に着手[1]、完成した安東水軍は1987年秋に命名された[3]。従来の銘柄「白菊」では弱弱しいことから、12世紀後半 - 15世紀もの長年に渡り貿易港「津軽十三の湊（とさのみなと）」の繁栄を築いた日本海の覇者「安東水軍」にちなんだ[2][3]。端麗辛口[1][2]。

### 神の座
- 神の座（かみのざ）
  - 俳優の森繁久彌が命名した銘柄。「神様が酒を飲んでいる」という意味を込めて名付けられた[2]。独特なフルーティな香りを有する濃醇辛口[1][2]。

## 受賞歴
全国新酒鑑評会
- 「安東水軍」金賞受賞
  - 1996年度
  - 2003年度
  - 2004年度
  - 2007年度
  - 2008年度
  - 2012年度
  - 2014年度